# KCTD5
KCTD5 (англ. Potassium channel tetramerization domain containing 5) – білок, який кодується однойменним геном, розташованим у людей на 16-й хромосомі. Довжина поліпептидного ланцюга білка становить 234 амінокислот, а молекулярна маса — 26 093.
| 10         |  | 20         |  | 30         |  | 40         |  | 50         |
| ---------- |  | ---------- |  | ---------- |  | ---------- |  | ---------- |
| MAENHCELLS |  | PARGGIGAGL |  | GGGLCRRCSA |  | GLGALAQRPG |  | SVSKWVRLNV |
| GGTYFLTTRQ |  | TLCRDPKSFL |  | YRLCQADPDL |  | DSDKDETGAY |  | LIDRDPTYFG |
| PVLNYLRHGK |  | LVINKDLAEE |  | GVLEEAEFYN |  | ITSLIKLVKD |  | KIRERDSKTS |
| QVPVKHVYRV |  | LQCQEEELTQ |  | MVSTMSDGWK |  | FEQLVSIGSS |  | YNYGNEDQAE |
| FLCVVSKELH |  | NTPYGTASEP |  | SEKAKILQER |  | GSRM       |  |            |

A: Аланін

C: Цистеїн

D: Аспарагінова кислота

E: Глутамінова кислота

F: Фенілаланін

G: Гліцин

H: Гістидин

I: Ізолейцин

K: Лізин

L: Лейцин

M: Метіонін

N: Аспарагін

P: Пролін

Q: Глутамін

R: Аргінін

S: Серин

T: Треонін

V: Валін

W: Триптофан

Кодований геном білок за функцією належить до фосфопротеїнів. 
Задіяний у таких біологічних процесах, як взаємодія хазяїн-вірус, ацетилювання. 
Локалізований у цитоплазмі, ядрі.